# Hegyi Imre (pilóta)
Hegyi Imre (Budapest, 1893. október 6. – Budapest, 1959. október 10.) magyar pilóta, párttitkár, eredeti foglalkozása szerint vasesztergályos.

## Életpályája
Hegyi Kálmán és Kurucz Erzsébet fia. Vasesztergályos szakmunkásként 21 éves koráig a Láng Gépgyárban dolgozott. Az első világháborúban a repülőcsapatoknál tett pilótavizsgát, mely után az olasz frontra került. Felismerve a pilóták összefogásának, érdekvédelmének szükségességét, s egyik alapító tagja volt az 1918-ban megalakult Magyar Pilóták Szövetsége szervezetnek. A Tanácsköztársaság idején a  Hadügyi Népbiztosság kinevezte a Vörös Hadsereg akkor felállított vörös repülőcsapatainak politikai vezetőjének. Tevékeny szerepe volt Szamuely Tibor kijevi repülőútjának előkészítésében. 1920-tól két éven át külföldön élt, majd 1923-ban hazajött és esztergályosként dolgozott. A  Magyar Népköztársaság Központi Repülőklubjának megalakulása után a veterán szakosztályának elnökségi tagja, illetve titkára volt.
Felesége Paveszka Vilma volt, akit 1928-ban Győrben vett nőül.